# Anthracoidea rupestris
Anthracoidea rupestris är en svampart som beskrevs av Kukkonen 1963. Anthracoidea rupestris ingår i släktet Anthracoidea och familjen Anthracoideaceae.   Inga underarter finns listade i Catalogue of Life.